# Francis Preston Blair junior

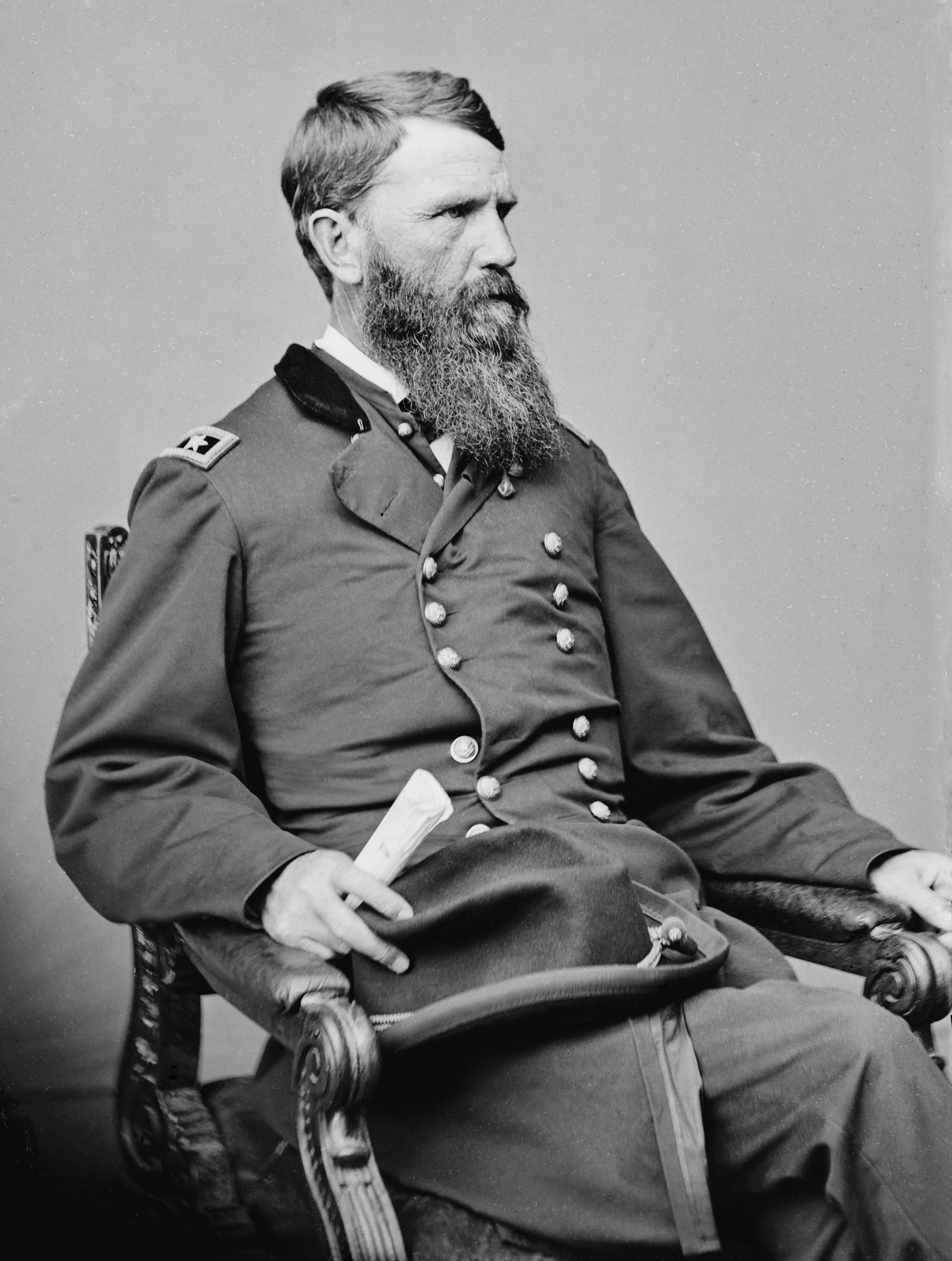
Francis Preston Blair

Francis Preston Blair Jr. (* 19. Februar 1821 in Lexington, Kentucky; † 9. Juli 1875 in St. Louis, Missouri) war ein US-amerikanischer Politiker und Generalmajor der Unionsarmee während des Sezessionskrieges.

## Familie
Blairs Vater war Francis Preston Blair, u. a. Herausgeber des Congressional Globe, und seine Mutter Eliza Violet Gist Blair. Er war Bruder von Montgomery Blair, des Bürgermeisters von St. Louis. 1847 heiratete Blair Appoline Alexander, mit der er acht Kinder zeugte.

## Leben

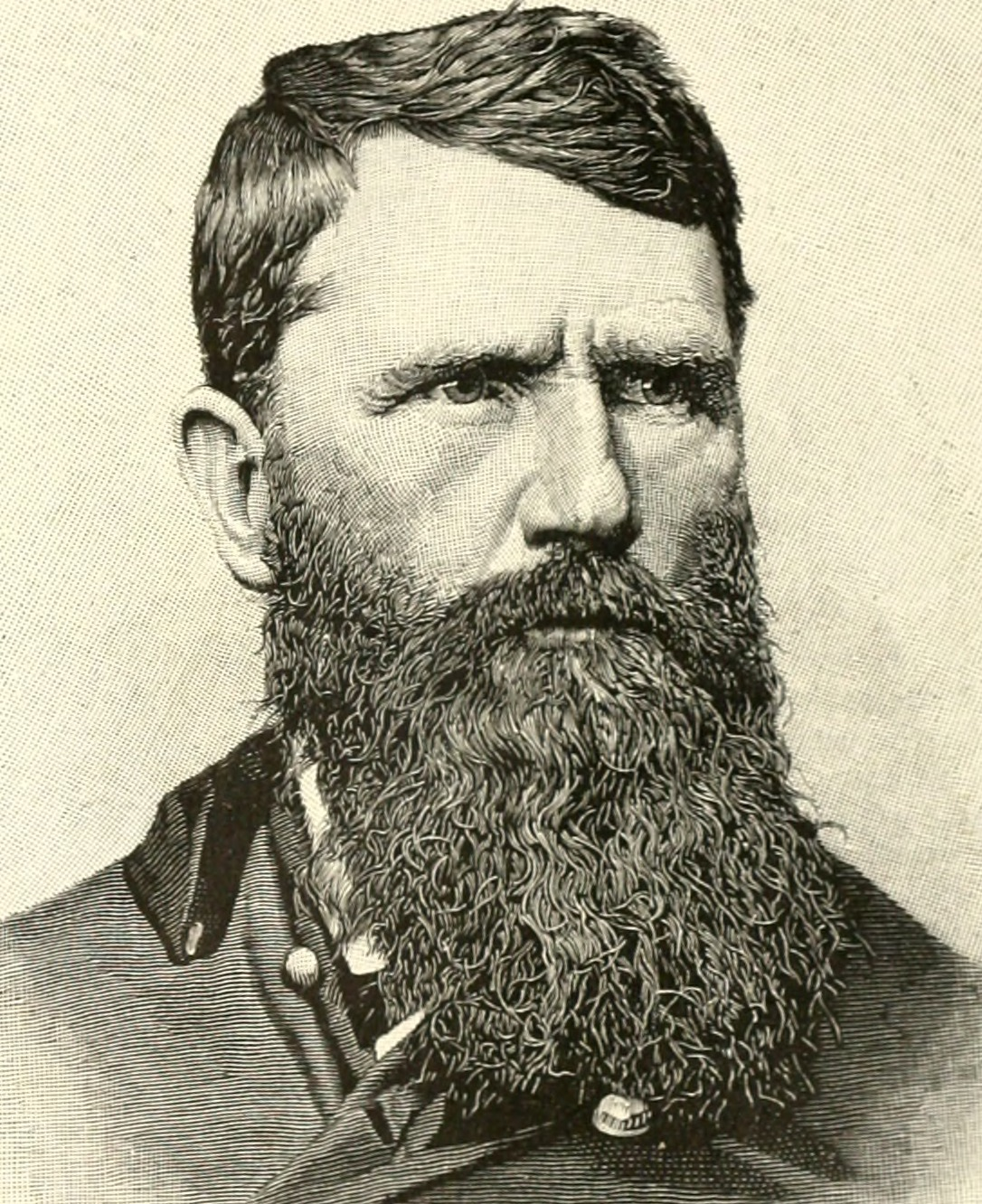
Francis Preston Blair

Blair studierte an der Princeton University Rechtswissenschaft und wurde Anwalt. Er beteiligte sich am Mexikanisch-Amerikanischen Krieg als Freiwilliger und war in der Folge Attorney General des New-Mexico-Territoriums sowie von 1852 bis 1856 Abgeordneter im Repräsentantenhaus von Missouri. Zu dieser Zeit gehörte er zu den Anhängern der Free Soil Party. Im Jahr 1856 wurde er als Republikaner in das Repräsentantenhaus der Vereinigten Staaten gewählt, wo er vom 4. März 1857 bis zum 3. März 1859 den ersten Wahlbezirk von Missouri vertrat; später gehörte er noch dreimal dem Kongress an.
Blair trat 1861 in die Nordstaatenarmee ein und bekam unter General Ulysses S. Grant das Kommando einer Division, die unter anderem in der Schlacht um Vicksburg und in der Schlacht von Chattanooga mitkämpfte. Unter General William T. Sherman befehligte er eine Einheit in den letzten Schlachten um North Carolina, South Carolina und Georgia. Nach dem Krieg kandidierte er 1868 als Mitglied der Demokraten an der Seite von Horatio Seymour erfolglos für das Amt des US-Vizepräsidenten. Er war Sklavenhalter gewesen und sprach sich dagegen aus, Schwarzen das Wahlrecht zu geben. Vom 20. Januar 1871 bis zum 3. März 1873 war er neben Carl Schurz US-Senator für Missouri. Danach fungierte er noch für kurze Zeit als Versicherungsbeauftragter dieses Staates, ehe er im Juli 1875 verstarb.